# 迪米特里·亚什维利
迪米特里·亚什维利（法語：Dimitri Yachvili；1980年9月19日—）是一位法國橄欖球運動員。他是法國國家橄欖球隊的一員，代表法國參加了2011年世界盃橄欖球賽。